# Bystry tłum
Bystry tłum (ang. smart mob) – pojęcie zaproponowane przez Amerykanina Howarda Rheingolda w książce Smart Mobs: The Next Social Revolution (2002), na określenie nowych form zachowań zbiorowych, które są możliwe dzięki wykorzystaniu nowoczesnych technologii komunikacyjnych, jak internet i telefonia komórkowa, do koordynacji działań tłumu i innych form działania zbiorowego.
Cytowanym przez Rheingolda przykładem bystrego tłumu jest pokojowa demonstracja zorganizowana w 2001 r. w Manili, stolicy Filipin, na placu Epifanio de los Santas Avenue (znanym jako Edsa), którą udało się przeprowadzić dzięki rozsyłanym przez ruch opozycyjny wiadomościom SMS o treści: "Go 2EDSA, Wear black" (idź na EDSA, ubierz się na czarno). W ciągu 75 minut udało się zgromadzić 20 tys. osób. 
Innym przykładem bystrego tłumu jest tzw. błyskawiczny tłum (ang. flash mob). Zdaniem Rheingolda cechy bystrego tłumu ma także wiele demonstracji antyglobalistów.